# Incubocnus incubans
Incubocnus incubans is een zeekomkommer uit de familie Cucumariidae.
De wetenschappelijke naam van de soort werd in 1972 gepubliceerd door Gustave Cherbonnier.